# Parc national Yurubí
 (mars 2024).
Si vous disposez d'ouvrages ou d'articles de référence ou si vous connaissez des sites web de qualité traitant du thème abordé ici, merci de compléter l'article en donnant les références utiles à sa vérifiabilité et en les liant à la section « Notes et références ».
Le parc national Yurubí (en espagnol, Parque nacional Yurubí) est un parc national situé dans l'État d'Yaracuy au Venezuela et créé le 18 mars 1960.

## Géographie

### Situation

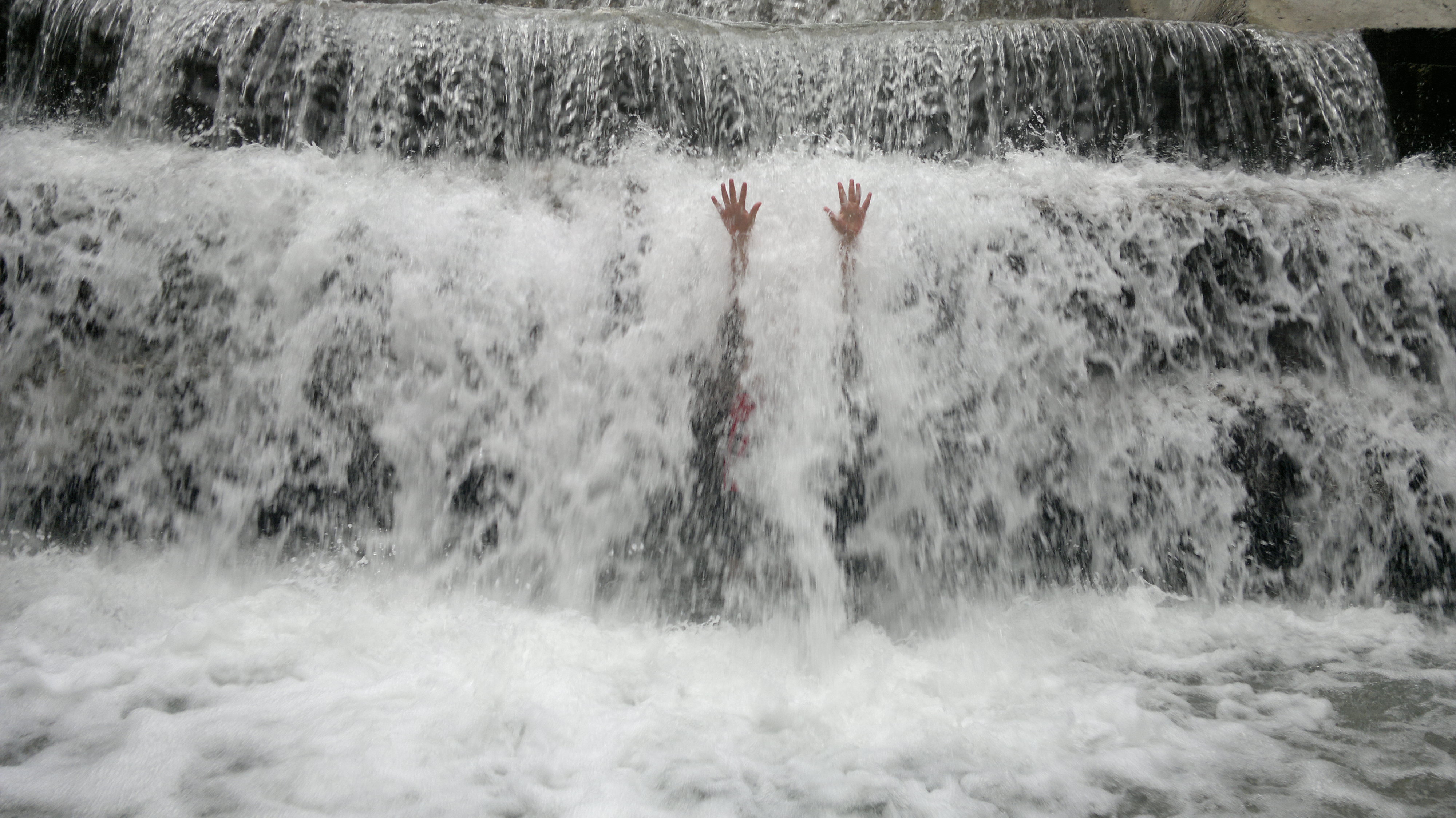
Un visiteur dans une cascade du fleuve Yurubí.

Le parc couvre une partie du bassin du fleuve Yurubí dans les montagnes de la sierra de Aroa.

## Histoire
Le parc a été créé pour protéger le bassin du fleuve Yurubí qui alimente en eau douce la ville de San Felipe, capitale de l'État d'Yaracuy, située à proximité.

## Biodiversité
Le parc abrite, entre autres espèces, 68 espèces d'oiseaux, 64 de chauve-souris, 13 de carnivores, 9 de rongeurs, 5 de marsupiales et 2 de primates.